# بلاغ للرأي العام (مسلسل)
بلاغ للرأي العام مسلسل درامي إجتماعي خليجي من إنتاج قناة الراي العرض الأول 13 سبتمبر 2007.

## الفنانين المشاركين بالعمل
من بطولة الممثلون:
- منصور المنصور
- حسين المنصور
- خالد أمين
- فيصل الرشيد
- محمد الأمير
- مبارك سلطان
- عبد الله غلوم
- عبد الله الزيد
- أحمد شموه
- حسين حاجي
- فاطمة الصفي
- فاضل عساف
- حسين العساف
- الباشا
- خالد البريكي
- سلمى غريب
- هادي خفاجة
- ياسر عزت
- ولاء مصطفى
- هبة سليمان
- عصام توفيق
- محمد سلامة
- خليل مرسي
- علاء مرسي
- ياسر فرح
- منال عبد اللطيف
- عبد الرحيم حسن
- شروق
- رفيق محسن
- خالد حنفي
- محمد رشاد العربي
- ميدي جودة
- وفاء مكي
- روان
- هدى إبراهيم

## وصلات خارجية
صفحة المسلسل على السينما